# قانون اساسی اسلوونی
قانون اساسی جمهوری اسلوونی (اسلوونیایی: Ustava Republike Slovenije) قانون اساسی کشور جمهوری اسلوونی است.

## محتوا
این سند به ده بخش تقسیم شده است:
1. مقررات عمومی
2. حقوق بشر و آزادی های اساسی
3. اقتصادی و روابط اجتماعی
4. سازمان‌دهی دولتی (بر اساس این ماده، دو کرسی در مجمع ملی هر یک برای نماینده جوامع ایتالیایی و مجارستانی محفوظ شده است.)
5. خودگردانی
6. دارایی عمومی
7. قانون اساسی و مسائل حقوق
8. دادگاه قانون اساسی
9. رویه برای اصلاح قانون اساسی
10. مقررات موقت و نهایی